# The Bounty (film fra 1984)
 Denne artikel omhandler en film. For andre betydninger af ordet "Bounty", se Bounty.
The Bounty er en amerikansk film fra 1984.
Filmen beskriver mytteriet på Bounty i 1789. Anthony Hopkins spiller kaptajnen William Bligh og Mel Gibson spiller mytteristen Fletcher Christian.
Det er en af flere film om det pågældende mytteri. De foregående film var bl.a. Mutiny on the Bounty – på dansk Mytteriet på Bounty – og er fra henholdsvis 1935 og 1962.